# Thằn lằn đá chân cam
Thằn lằn đá chân cam hay thằn lằn con ngươi tròn chân cam, còn được gọi là Tắc kè Hòn Đất, tên khoa học Cnemaspis aurantiacopes, là một loài thằn lằn trong họ Gekkonidae. Loài này được L. Lee Grismer và Ngô Văn Trí mô tả khoa học đầu tiên năm 2007. Chúng là loài đặc hữu ở Kiên Giang (Việt Nam).